# Janez Janša
Janez Janša (Grosuplje, Eslovènia, 17 de setembre de 1958) és un polític eslovè que des de 1995 és el cap del Partit Democràtic Eslovè (Slovenska Demokratska Stranka) o SDS.
El 1989, Janša va ser un dels fundadors del SDZ (Unió Democràtica d'Eslovènia), el partit que per primera vegada va ser a l'oposició a la República d'Eslovènia quan seguia sent part de Iugoslàvia. Després de la victòria de la plataforma electoral DEMOS a les primeres eleccions lliures del 1990 a la República d'Eslovènia, Janša va ser nomenat ministre de Defensa del nou govern.
Va ser un càrrec molt difícil de gestionar, ja que va haver de fer front a la guerra d'independència d'Eslovènia, la voluntat centralitzadora de Iugoslàvia, i les tensions frontereres amb la nova República de Croàcia.
La SDZ es va desintegrar el 1992 (la majoria dels membres va unir-se al partit Liberal Democràcia d'Eslovènia) i Janša es va unir al Partit Social Demòcrata Socialdemokratska Stranka Slovenije (fundada el 1988) per Jože ucnik. Janša va romandre com a Ministre de Defensa fins al 1994.
El 1994, després d'un seguit de polèmiques va debilitar políticament Janša i finalment va dimitir. Es va convertir en president del SDS després de deixar el seu càrrec al govern.
El 2003, la SDS va canviar el seu nom pel de Partit Democràtic Eslovè. El 3 d'octubre de 2004, el SDS va guanyar les eleccions amb 29 diputats dels 90 que té el parlament eslovè, superant el partit al govern Liberal Democràcia d'Eslovènia (LDS) del primer ministre Anton Rop.
Ha estat Primer ministre d'Eslovènia del 3 desembre de 2004 al 21 novembre 2008, del 10 febrer de 2012 al 20 març 2013, i reescollit en 13 de març de 2020 després de la dimissió de Marjan Šarec.